# سازمان نظامی ضدفاشیست
سازمان نظامی ضدفاشیست (به لهستانی: Antyfaszystowska Organizacja Bojowa) یک سازمان زیرزمینی متشکل از افسران سابق نیروی زمینی لهستانی در گتو بیاویستوک در شهر بیاویستوک بود.این سازمان در شورش گتو بیاویستوک شرکت داشت.
این سازمان در سال ۱۹۴۲ به وجود آمد.اقدامات افراد این سازمان شامل فراری دادن زندانیان داخل گتو و هم‌چنین جمع‌آوری اسلحه و مهمات برای رویارویی با آلمانی‌ها در آینده بود.از فوریه ۱۹۴۳ این سازمان حملات خود را به نیروهای آلمانی مستقر در گتو افزایش داد.در ۱۵ اوت ۱۹۴۳ اعضای این سازمان تلاش ناموفقی را علیه تصمیم آلمانی‌ها در راستای برنامه راه حل نهایی برای تخلیه گتو انجام دادند که به شورش گتو بیاویستوک شهرت یافت. 